# Ada Jafri
Œuvres principales
Maiṉ Sāz Ḍhūṉḍtī Rahī (1950)
S̲h̲ahr-i Dard
Ada Jafarey ou Ada Jafri, née le 22 août 1924 et morte le 12 mars 2015 est une poétesse pakistanaise qui est considérée comme la première femme poétesse publiée en langue ourdoue,,,, dont elle tient son surnom de « Première Dame de la Poésie ourdoue ». Elle est également une autrice et l’une des figures de proue de la littérature ourdoue contemporaine,,. Ses travaux ont été récompensés par de nombreux prix provenant de différentes sociétés littéraires à travers le monde.

## Biographie

### Jeunesse
Ada Jafarey est née le 22 août 1924 à Badaun dans les provinces unies d’Agra et d’Oudh. Elle fut nommée Aziz Jahan à la naissance,,. Son père, Maulvi Badrul Hasan, est mort alors qu’elle avait trois ans, sa mère l’a donc élevée seule. Ses premiers poèmes remontent à l’époque de ses douze ans,,,, sous le nom d’Ada Badayuni.

### Vie maritale
Elle épousa Nurul Hasan Jafarey le 29 juillet 1947 à Lucknow en Inde. C’est après son mariage qu’elle prend son nom de plume Ada Jafarey. Nurul était un haut fonctionnaire du gouvernement fédéral indien et journaliste, écrivant des articles en anglais et en ourdou. Le couple s’installa à Karachi en 1947 à la suite de l’indépendance du Pakistan. Nurul, grande inspiration dans la carrière d’Ada meurt le 3 décembre 1995.

### Dernières années
Ada habitait à Karachi au Pakistan mais voyageait fréquemment à Toronto au Canada, jouant son rôle d’ambassadrice de la langue ourdoue.

### Famille
Ada et Nurul eurent trois enfants : Sabiha, Azmi et Aamir. Sabiha et Azmi vivent aux États-Unis avec leurs enfants respectifs. Aamir quant à lui vit à Karachi avec sa famille et s’est occupé de sa mère au moment de sa mort.

### Mort
Ada Jafarey est morte dans la soirée du 12 mars 2015 dans un hôpital de Karachi, à l’âge de 90 ans,,,,,. De nombreuses personnalités politiques et autres universitaires témoignèrent leur tristesse après la disparition de Jafarey,,,, et saluèrent son travail remarquable pour la poésie ourdoue. Elle est enterrée au cimetière PECHS de Karachi.

## Carrière littéraire

### Première femme poétesse
Ada Jafarey faisait partie d’une société traditionnelle conservatrice où les femmes n’étaient pas autorisées à penser et à s’exprimer d’elles-mêmes. Contrairement aux autres, elle a eu l’audace de s’exprimer. Malgré le fait que la tradition soit ancrée dans son caractère, elle prit part à l’art moderne As early as 1950, she was recognized as the First Lady of Urdu Poetry,,. Dès les années 1950, elle est reconnue comme « la Première Dame de la poésie ourdoue ». Elle avait le soutien de sa mère et son époux qui l’encourageaient à poursuivre sa carrière en dépit des critiques de la société,. Ada fut l’élève de grands poètes comme Akhtar Sheerani ou encore Jafar Ali Khan Asar Lakhnavi et prit l’habitude de leur faire lire ses poèmes afin qu’ils les corrigent,.

### Style
Ada Jafarey écrit dans un genre neutre et nombre de ses écrits contiennent des thématiques féministes comme la discrimination, la déshumanisation et l’objectivisation des femmes.
Elle a aussi écrit à propos de ses rôles de femmes et de mères dans une langue traditionnelle modifiée en insistant sur le manque d’épanouissement que lui apportaient ces relations,.

### Genre
Ada publia principalement des Ghazals même si elle s’essaya aux āzād naz̤m et aux Haïku ourdous. Elle a également écrit quelques maẓāmīn.

### Travaux
Le premier ghazal d’Ada Jafarey fut publié en 1945 dans le magazine de son maître, Sheerani. Son premier recueil, intitulé Maiṉ Sāz Ḍhūṉḍtī Rahī date de 1950. Dans son ouvrage G̲h̲azal Numā, paru en 1987, elle écrit de courts essais ainsi que des notices commentées des travaux d’anciens poètes ourdous. On lui connaît cinq autres recueils,, une autobiographie et plus d’une quarantaine d’articles de recherches,.

## Prix
- 1955 : Meilleure poétesse du siècle par l’Hamdard Foundation de New Delhi[2]
- 1967 : Prix Adamjee Literary par la Pakistan Writers’ Guild pour son second recueil S̲h̲ahr-i Dard[2]
- 1981 : Médaille d’Excellence du Pakistan[2]
- 1994 : Prix Maulvi Abdul Haq par la Pakistan Academy of Letters[14]
- 1997 : Prix Quaid-e Azam Literary par la Pakistan Academy of Letters[1]
- 2003 : Prix Pride of Performance par le Gouvernement du Pakistan[2],[27], prix Kamal-e Fan par la Pakistan Academy of Letters

Elle reçut beaucoup d’autres prix venant de sociétés littéraires d’Amérique du Nord et d’Europe ,.

## Réception critique
Les critiques s’accordent à dire que la poésie de Jafarey est pleine de politesse, combinant la tradition et la modernité.
Ses idéaux féministes,,, sont souvent appréciés en raison de la justesse de sa poésie.
On lui doit la citation suivante : « Je n’ai pas accepté les restrictions imposées par les hommes, mais plutôt celles que mon esprit m’a imposé. Je pense que les choses dites derrière un voile sont plus appropriée parce que le symbolisme et l’allusion font également la beauté de la poésie »,.